# 霍赫萊肯科格爾山

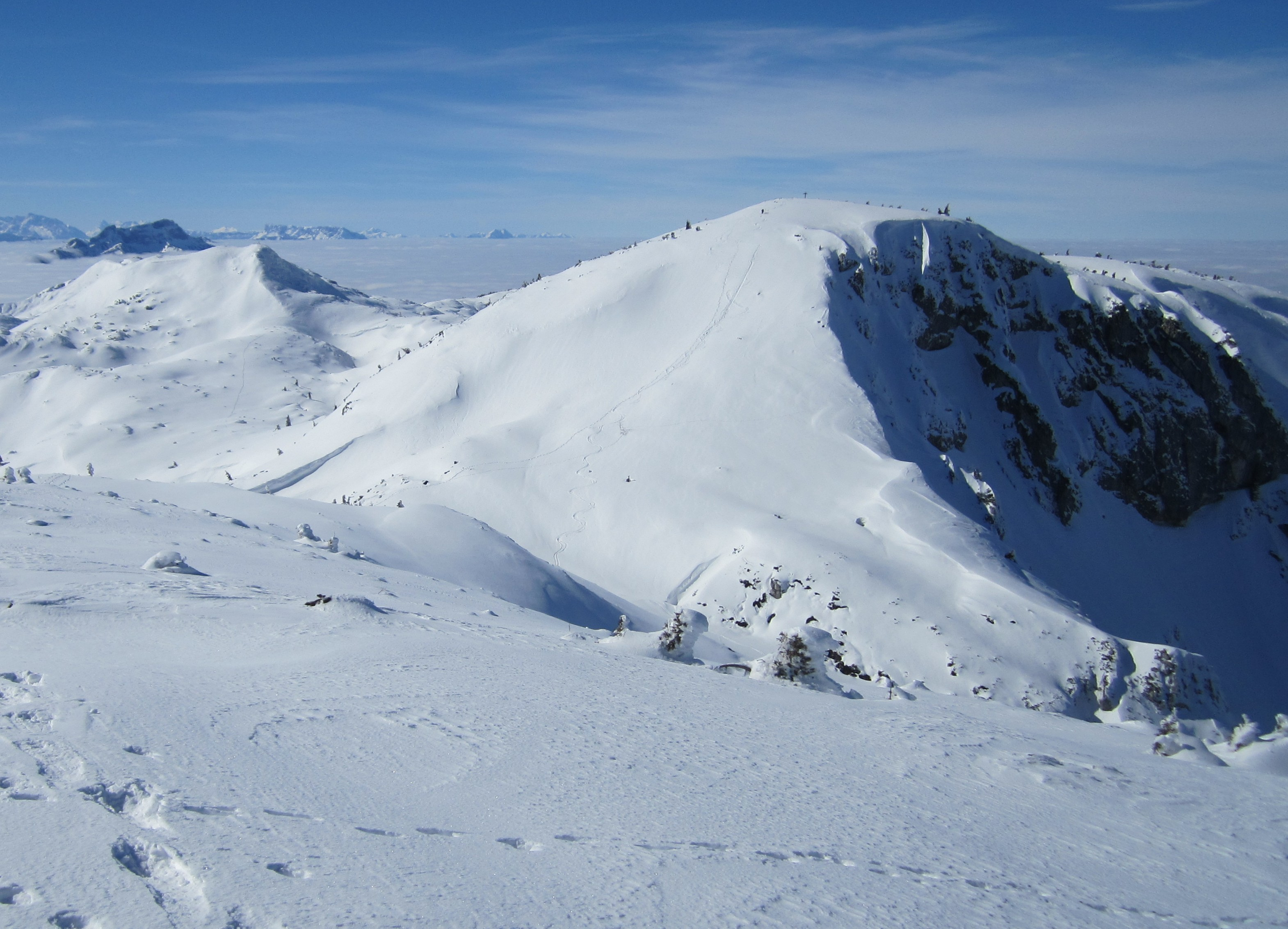

47°49′38″N 13°37′16″E / 47.82722°N 13.62111°E
霍赫萊肯科格爾山（德語：Hochleckenkogel），是奧地利的山峰，位於該國北部，由上奧地利州負責管轄，屬於赫倫格山的一部分，海拔高度1,691米，每年平均降雨量1,801毫米。